# Trigonophorus dilutus
Trigonophorus dilutus is een keversoort uit de familie bladsprietkevers (Scarabaeidae). De wetenschappelijke naam van de soort werd voor het eerst geldig gepubliceerd in 1914 door Bourgoin.